# Ivica Kostelić
Ivica Kostelić (Zagreb, 23 november 1979) is een Kroatisch alpineskiër die zich specialiseert in slalom. Hij is de oudere broer van de olympisch kampioene Janica Kostelić.

## Carrière
Na een succesvolle carrière als junior, bouwde Kostelić een loopbaan op met een schommeling tussen triomf en schade. Hij won goud op de slalom op het WK 2003, een olympische zilveren medaille in de combinatie in 2006 en twee zilveren medailles op de Olympische Spelen van 2010.
Kostelić behaalde reeds 26 individuele overwinningen in een wereldbekerwedstrijd en won tweemaal het eindklassement in de wereldbeker slalom (2001/2002 en 2010/2011), driemaal de wereldbeker supercombinatie (2010/2011, 2011/2012 en 2012/2013) en eenmaal de algemene wereldbeker (2010/2011).

## Resultaten

### Olympische Spelen
| Jaar | Plaats         | Resultaten                                                         |
| ---- | -------------- | ------------------------------------------------------------------ |
| 2002 | Salt Lake City | 9e Reuzenslalom DNF Slalom                                         |
| 2006 | Turijn         | Combinatie · 6e Slalom · 31e Super G                               |
| 2010 | Vancouver      | Combinatie · Slalom · 7e Reuzenslalom · 16e Super G · 18e Afdaling |
| 2014 | Sotsji         | Supercombinatie · 9e Slalom · 24e Super G · 27e Reuzenslalom       |

### Wereldkampioenschappen
| Jaar | Plaats                 | Resultaten                                                                   |
| ---- | ---------------------- | ---------------------------------------------------------------------------- |
| 1999 | Beaver Creek           | 32e Super G                                                                  |
| 2003 | Sankt Moritz           | Slalom · DNF Reuzenslalom                                                    |
| 2005 | Bormio                 | DNF Slalom                                                                   |
| 2007 | Åre                    | 12e Super Combinatie DNF Slalom DSQ Reuzenslalom                             |
| 2009 | Val-d'Isère            | DNS Super G                                                                  |
| 2011 | Garmisch Partenkirchen | Super G · 13e Reuzenslalom · 8e Slalom                                       |
| 2013 | Schladming             | Supercombinatie · 5e Slalom · 20e Afdalingw · 25e Reuzenslalom · 28e Super G |
| 2015 | Vail/Beaver Creek      | 12e Combinatie 15e Slalom DNF1 Super G                                       |
| 2017 | Sankt Moritz           | 38e Slalom                                                                   |

### Wereldbeker
Eindklasseringen
| Seizoen   | Algm | AD  | SL     | RS  | SG    | SC     |
| --------- | ---- | --- | ------ | --- | ----- | ------ |
| 2000/2001 | 107e | -   | 40e    | -   | -     | -      |
| 2001/2002 | 7e   | -   | Goud   | 22e | -     | -      |
| 2002/2003 | 7e   | -   | Zilver | 27e | -     | -      |
| 2003/2004 | 34e  | -   | 14e    | 30e | 37e   | -      |
| 2004/2005 | 31e  | -   | 7e     | -   | -     | -      |
| 2005/2006 | 40e  | -   | 15e    | -   | -     | 16e    |
| 2006/2007 | 25e  | -   | 16e    | -   | -     | Brons  |
| 2007/2008 | 6e   | 35e | 5e     | 40e | 25e   | Zilver |
| 2008/2009 | 4e   | 47e | Zilver | 8e  | 26e   | 4e     |
| 2009/2010 | 5e   | 23e | 4e     | 21e | 15e   | Brons  |
| 2010/2011 | Goud | 25e | Goud   | 11e | Brons | Goud   |
| 2011/2012 | 4e   | 43e | Zilver | 23e | -     | Goud   |
| 2012/2013 | 5e   | 43e | Brons  | 14e | 28e   | Goud   |
| 2013/2014 | 42e  | -   | 16e    | 32e | 34e   | 30e    |
| 2014/2015 | 50e  | 59e | 31e    | -   | -     | 4e     |
| 2015/2016 | 104e | -   | -      | -   | -     | 20e    |
| 2016/2017 | 139e | -   | -      | -   | -     | 35e    |

Wereldbekerzeges
| Datum            | Plaats               | Onderdeel        |
| ---------------- | -------------------- | ---------------- |
| 25 november 2001 | Aspen                | Slalom           |
| 13 januari 2002  | Wengen               | Slalom           |
| 9 maart 2002     | Flachau              | Slalom           |
| 16 december 2002 | Sestriere            | Slalom           |
| 5 januari 2003   | Kranjska Gora        | Slalom           |
| 12 januari 2003  | Bormio               | Slalom           |
| 15 december 2003 | Madonna di Campiglio | Slalom           |
| 10 december 2006 | Reiteralm            | Super combinatie |
| 22 december 2008 | Alta Badia           | Slalom           |
| 17 januari 2010  | Wengen               | Slalom           |
| 24 januari 2010  | Kitzbühel            | Combinatie       |
| 2 januari 2011   | München              | Parallelslalom   |
| 9 januari 2011   | Adelboden            | Slalom           |
| 14 januari 2011  | Wengen               | Super combinatie |
| 16 januari 2011  | Wengen               | Slalom           |
| 21 januari 2011  | Kitzbühel            | Super G          |
| 23 januari 2011  | Kitzbühel            | Combinatie       |
| 30 januari 2011  | Chamonix-Mont-Blanc  | Super combinatie |
| 8 december 2011  | Beaver Creek         | Slalom           |
| 21 december 2011 | Flachau              | Slalom           |
| 13 januari 2012  | Wengen               | Super combinatie |
| 15 januari 2012  | Wengen               | Slalom           |
| 22 januari 2012  | Kitzbühel            | Combinatie       |
| 12 februari 2012 | Sotsji               | Super combinatie |
| 27 januari 2013  | Kitzbühel            | Combinatie       |
| 10 maart 2013    | Kranjska Gora        | Slalom           |